# Colligation
En chimie, la colligation est la formation d'un liaison covalente par réaction entre deux radicaux.
Exemple, formation du méthanol par recombinaison du radical méthyle avec le radical hydroxyle :
{\displaystyle \mathrm {H_{3}C} }• + •{\displaystyle \mathrm {OH\rightarrow \ CH_{3}OH} }.
Ce genre de réaction termine (« étape de terminaison ») un mécanisme en chaîne dans une réaction radicalaire.
Cette réaction est la réaction inverse du clivage homolytique ou homolyse d'une liaison covalente.